# Julius Adolf Bernhard
Julius Adolf Bernhard (* 21. November 1841 in Zehmen bei Leipzig; † 1924 in Dresden-Loschwitz) war ein deutscher Gymnasiallehrer und Altphilologe.

## Leben
Julius Adolf Bernhard, Sohn eines evangelischen Pastors, besuchte ab 1856 die Nicolaischule in Leipzig und studierte ab 1862 an der Universität Leipzig Philologie bei Georg Curtius, Anton Westermann, Reinhold Klotz, Hermann Brockhaus und Friedrich Zarncke. 1866 wurde er promoviert und legte die Lehramtsprüfung ab. Anschließend arbeitete er als Probelehrer an der Nicolaischule in Leipzig und von 1867 bis 1908 am Gymnasium in Bautzen. Von 1885 bis zu seinem Ruhestand 1908 war er Rektor des Vitzthumschen Gymnasiums in Dresden. 1884 erhielt er den Professorentitel verliehen.
Neben seiner Lehrtätigkeit war er auch weiter wissenschaftlich tätig und altertumswissenschaftliche Studien sowie Artikel im Ausführlichen Lexikon der griechischen und römischen Mythologie. Ferner publizierte er zur Geschichte des Vitzthumschen Gymnasiums.

## Veröffentlichungen (Auswahl)
- Index Graecitatis tragicae, continens tragicorum minorum fragmenta et adespota. Pars I. Leipzig 1871.
- Über Ciceros Rede von den Konsularprovinzen. Dresden 1890.
- Kunstgeschichtliches für die Schule. In: Festschrift zur Begrüßung der 44. Versammlung deutscher Philologen und Schulmänner in Dresden. Dresden 1897, S. 1–26.
- Schriftquellen zur antiken Kunstgeschichte. Auswahl für die oberen Gymnasialklassen. Dresden, Berlin 1898.
- Entwurf eines Verzeichnisses der ehemaligen Zöglinge der Blochmann-Bezzenberger'schen Erziehungsanstalt und des Vitzthum'schen Gymnasiums a. d.J. 1824–1890. Dresden 1901.
- Festschrift zur Einweihung des neuen Vitzthumschen Gymnasiums, den ehemaligen Zöglingen der Blochmann-Bezzenberger’schen Erziehungsanstalt und des Vitzthumschen Gymnasiums gewidmet. Dresden 1904.
- Mitteilungen zur Geschichte des Vitzthumschen Gymnasiums. Dresden 1905.